# 642.
◄ | 6. stoljeće | 7. stoljeće | 8. stoljeće | ►
◄ | 610-ih | 620-ih | 630-ih | 640-ih | 650-ih | 660-ih | 670-ih | ►
◄◄ | ◄ | 639. | 640. | 641. | 642. | 643. | 644. | 645. | ► | ►►
Astronomija • Književnost • Kršćanstvo • Pravo • Promet

## Smrti
- 12. listopada – Ivan IV., rimski papa, rođen u Dalmaciji

## Vanjske poveznice
|  | Zajednički poslužitelj ima još gradiva o temi 642. |